# 松山踊り
松山踊り（まつやまおどり）は、岡山県高梁市の盆踊りである。備中たかはし松山踊り（びっちゅうたかはしまつやまおどり）として、毎年8月14日から8月16日の3日間開催される、岡山県下最大の盆踊りである。
真庭市蒜山地方の大宮踊、笠岡市白石島の白石踊と並んで岡山三大踊りの一つ。

## 概要
備中松山藩（現在の高梁市）の城下町において伝わる盆踊りであり、江戸時代から町人を中心に踊られた地踊り、武士を中心に踊られた仕組踊りに加え、近代以降に周辺地域から伝わったヤトサの3種類から成る。松山踊りとは、この3種類の踊りをまとめて指した名称ではあるが、地踊りのみを指して松山踊りと称する場合もある。いずれも宗教的色彩が少なく娯楽的な要素が極めて強い伝統芸能として、今日まで市民に愛され続けている。
3種類の踊りのうち、地踊りとヤトサの2つは一般参加型の踊りである。連対抗の踊り競演会（踊りコンテスト）や、踊り披露イベントなど踊り手が限定される場合を除き、一般の人が踊りに参加する。仕組踊りは特定の踊り手が武士に扮しある演目が演劇風に踊られる。
松山踊りは毎年8月14日から8月16日に開催される備中たかはし松山踊り（後述）の他、高梁市内外の夏祭り等でも踊られている。

### 地踊り
地踊りは、櫓を中心に輪になり、並んで反時計周りに行進する形をとる。円舞式（櫓を中心に輪になって踊る形式）と行進式（踊り子が並んで踊っていく形式）双方の特徴がみられる。所作が単純であるため、踊りの輪に参加者が入りやすいのが特徴である。現在は、マイク、スピーカーを通して音頭取りと呼ばれる歌い手が櫓の上から交替で歌い、それに和太鼓（1名）と三味線（6～7名程度）を合わせる。
古くは各町内ごとに輪踊りをするために、地元の音頭取りが各踊り場でそれぞれ唄っていた。当時は伴奏を用いず、音頭取りは四斗樽や木製の石灰箱に上り、番傘を片手に、足元を自ら下駄で蹴りその打音の拍子に合わせて唄った。

### 仕組踊り
仕組踊りは、10人程度の踊子が円陣を作って踊る演舞式の踊りで、演目によって衣装や踊り方に違いがあり、特別の扮装を凝らして踊る。演目は歴史上の事柄や人々に親しまれているものが取り上げられており、多くは尚武、つまり士気を鼓舞するものとされている。

### ヤトサ
ヤトサは、地踊りと同様に櫓を中心に輪になるが、時計回りに行進しながら踊る（地踊りとは逆方向）。地踊りと同様に中央櫓の上で音頭取り、和太鼓、三味線が入るが、これに鉦が加わる。平易な旋律と、軽快なリズムで人気がある踊りである。

## 歴史
地踊りは、1648年（慶安元年）、当時の備中松山藩主水谷勝隆が五穀豊穣と町家の繁栄を祈り八幡神社（和田町）の秋祭りで踊らせた事を起源とする。その後、城下町の発展とともに踊り場を商家町に移し、いつしか盂蘭盆会行事と重なり、盆踊りとして行われた。
地踊りは町の辻で町人に踊られるようになったが、武家には広まっていなかった。当時、他所より移ってきた武家はその郷里の言葉を使い、町人は土着の者が多く備中の方言を使用していたため、武家町と商家町では垣一つ隔てているだけで交際はなかった。
このような背景で、1744年（延享元年）、伊勢亀山藩から転封された板倉勝澄が、武家の家族には町人の踊りである地踊りを見ることを許さなかったため、藩士の青年子弟に団体を作らせ、武士のための踊りが尾根小屋（現在の高梁高校の位置）で踊られたのが仕組踊りの始まりである。後に舞台を伊賀町の矢場（現在の吉備国際大学の一部（旧短期大学部）の位置）に移し、この踊りを町人が見ることは許されなかった。
当初、地踊りは町人、仕組踊りは武士と別れて行われていたが、安政年間（1854年～1860年）には町人の間にも仕組踊りが見られるようになった。明治維新によって武士の時代が終わると、地踊りと仕組踊りはいずれも盆踊りとして町の人々に踊られるようになった。
1962年、岡山国体高梁会場の歓迎公開演技として松山踊りが披露される（計650名参加）ことになった。当時松山踊りは町内の辻ごと、あるいは周辺の地域ごとに踊られていたため、踊りが統一されていなかった。そのため、この頃から音頭の標準化、統一化が図られた。現在の踊りは、この時の統一踊りを基本としている。1964年、松山踊り音頭保存会が発足し、地踊りが正しく伝承されるよう、技量についての一定の基準を設け音頭取りへの免許状を発行する等の方法をとった。1965年には村田英雄が歌唱する地踊りのレコード盤を発表した。
ヤトサは、成羽（高梁市成羽町）や竹荘（吉備中央町竹荘地区）から伝来したもので、昭和の初めから高梁で踊られるようになったと伝えられる。当初ヤトサは正式な松山踊りと認められない向きがあった。しかし、次第に高まる人気のため、ヤトサは松山踊りの一つとして認められ定着した。
2020年および2021年は新型コロナウイルス感染拡大防止のため中止した。中止は記録が残っていない戦時中を除くと、感染症が蔓延するなどした1899年以来である。

## 衣装
地踊り・ヤトサ
踊り子の衣装は、浴衣、文庫帯（半幅帯）、白足袋、草履（雪駄）、あご紐（主に赤色）とリボン（黄、ピンク、緑各2本など）の付いた編笠を身に着けており、衣装は連により統一されている。音頭取りの衣装は、浴衣、兵児帯、草履（雪駄）、手拭、扇子または団扇を手に持つ。太鼓の衣装は、法被、ぱっち（半ズボン）、頭に鉢巻、手首に当てどもを付ける。
仕組踊り
演目によって異なるが、一般的に共通するのは、白足袋、黒または茶の袴、着物（白または水色が多い）、腰に白い紐帯で刀を差し、前に扇子を差す。白の鉢巻を付ける。

## 歌詞
地踊り
七、七、七、七調を基本（七、七、七、五調や七、五、七、五調もある）とし、長い物語調ではあるものの同様の形式の歌詞が繰り返される。上句と下句の間に「チョイト」、各節の最後に「ハアーリャサー　ヨーイヤサ」という囃子唄を挟む代表的な歌詞を挙げる。
備中高梁　松山踊り（チョイト）　月の絵になる　お城の矢場で（ハアーリャサー　ヨーイヤサ）
ちょいと小粋な　姉さん冠り（チョイト）　かけたたすきは　夜目にも紅い（ハアーリャサー　ヨーイヤサ）
ヤトサ
詞型は地踊りと同じである。上句と下句の間に「ドッコイショー」、各節の最後に「ハーヤトサーコラサー　ドショカーイナ」という囃子唄を挟む。代表的な歌詞を挙げる。
備中高梁　松山踊り（ドッコイショー）　ハイ　月の絵になる　お城の矢場で（ハーヤトサーコラサー　ドショカーイナ）
ちょいと小粋な　姉さん冠り（ドッコイショー）　かけたたすきは　夜目にも紅い（ハーヤトサーコラサー　ドショカーイナ）
ヤトサは地踊りの曲に比してテンポが速い。終演前数コーラスはテンポを速めて高揚感を出すなど工夫される。
地踊りとヤトサの切り替え
通常、地踊りとヤトサは一定時間ごとに交互に行われるが、曲の切り替えでは演奏を停止せず、連続して次の曲が演奏される。曲の切り替えは、音頭取りの歌唱する歌詞「この口限りでヤトサの踊り（または、松山踊り）」によって指示がなされる。具体的には以下の通り。
- 地踊りからヤトサへの切り替え
「この口限りでヤトサの踊り」の歌唱から「ハーヤトサーコラサー　ドショカーイナ」の囃子唄によりヤトサが始まる。
- ヤトサから地踊りへの切り替え
「ハイこの口限りで松山踊り」の歌唱から「ハアーリャサー　ヨーイヤサ」という囃子唄によって地踊りが始まる。

いずれの場合も踊子は、切り替え後は反対方向（地踊りは反時計回り、ヤトサは時計回り）へ進行する事になる。
仕組踊り
七・五・七・五字からなる4節を反復する詞型で、古い口説き形式をよく遺している。歌詞は演目に応じて様々な物語が組み立てられる。長編のものが多く、物語完結まで口説きが続く。伝承歌詞のほか、昭和期にかけて創作された歌詞が数多く唄われている。
音頭の初めには、音頭取りが「ハーエートーエ　エート」と枕を唄い、踊り子または囃し手が「ハーエートーエー　エート」または「マダーマダーエ　エート」と唄い返し、口説きに入る。上句、下句の後には「ハアーリャサー　ハーヨーイヤサ」の囃し（囃唄）を挟んで反復する。上句終りで「オイ」（あるいは「ホイ」）と囃し（掛け声）を入れるが、実際には「オーホイッ」（あるいは「ホーオイッ」）と力強く掛ける。

## 備中たかはし松山踊り
備中たかはし松山踊りは、毎年8月14日から8月16日までの3日間、備中高梁駅前大通り（県道196号高梁停車場線）において行われる松山踊りのイベントであり、備中たかはし松山踊り保存会が主催する。毎年約10万人もの人が集い、岡山県下最大の盆踊りである。

### 内容
以下は2024年時点の予定内容である。

#### 踊り競演会
3日間のうちほとんどの日は、一般参加の踊りに先立ち、駅前大通りの踊り会場にて地踊り・ヤトサの踊り競演会（踊りコンテスト）が行われる（踊り競演会の間は一般参加不可）。
踊りを踊る団体のことを「連」と呼び、先頭の踊り子は連の名前が書かれたプラカードを掲げる。日によって子供会、スポーツクラブなどの子供団体で結成した「子供連」で行われる日と、市内外の踊り団体、地域、職場などで結成した一般の「団体連」で行われる日がある。2024年は8月14日に子供連と団体連、16日に団体連によって行われる。地踊りとヤトサが1回（約15分～20分）ずつ行われる事が多いが、年によってはどちらかの曲のみで行われる事もある。踊り競演会終了後に採点結果が集計され、即日入賞連の発表と表彰がされる。

#### 一般参加の踊り
メインイベント。踊り競演会終了（審査終了）時刻になると再度曲の切り替えが行われ、それ以後は一般見物客も踊りの輪に加わって参加することが可能となる。踊りの輪へ出入りするタイミングは自由である。
踊り競演会から引き続き演奏されており、地踊りとヤトサを交互に約15分～30分ずつ、歌詞による指示で曲を切り替えながら、終了時刻（2024年は22時）まで止まる事なく連続して演奏される。時間割りは当日会場に掲示の看板を参照。終了時刻前数コーラスはヤトサの曲のテンポを速め、高揚感を出すよう演奏されるのが慣例である。
松山踊り音頭保存会が櫓において音頭取り（歌唱）および三味線、太鼓、鉦の演奏を行う。櫓の隣に設置される舞台には若者中心の公式団体である「踊りフレンズ」が登場する。踊りフレンズは実行委員会が毎年メンバーを公募して結成し、模範的な踊りを披露するほか、踊り内外でPR活動やイベント参加を担い活動している。

### テレビ放送
テレビ放送は、いずれか1日は吉備ケーブルテレビをキーとして岡山県内のケーブルテレビにおいて生放送される。

### 開催期間の変遷
開催期間は1955年頃から毎年8月14日から8月17日の4日間であったが、1981年頃から現在のように3日間となっている。ただし、1972年は昭和47年7月豪雨災害の影響で8月15日と8月16日の2日間に、2018年は平成30年7月豪雨災害の影響で8月15日のみの1日間に短縮した。

## 文化財指定
- 岡山県指定重要無形民俗文化財：2018年3月6日指定。指定番号は13。指定名称は松山踊り。保護団体は松山踊り保存会。[25]
- 高梁市指定重要無形民俗文化財：2017年2月23日指定。指定名称は松山踊り。保持者は松山踊り実行委員会事務局（一般社団法人高梁市観光協会）。[26]

## 松山踊りが登場する作品
映画
- 家族の日（2016年）